# Hylaeus cuscoanus
Hylaeus cuscoanus là một loài Hymenoptera trong họ Colletidae. Loài này được Strand mô tả khoa học năm 1911.